# Coron Williams
Coron Williams (Midlothian Virginia, 23 de noviembre de 1989) es un jugador de baloncesto estadounidense que pertenece a la plantilla de los Libertadores de Querétaro de la LNBP mexicana. Juega en la posición de base.

## Inicios
Williams nació en Italia su adre fue Bragail Williams-Marrón y su padre Carl Williams, quién sirvió en el ejército. A la edad de tres años, se muda con su familiar a Carolina del Sur, y a la edad de seis años, se muda a Virginia. Como sénior en el "Christchurch School", promedió 19 puntos, 5 rebotes, tres asistencias y tres robos.

## Carrera universitaria
Williams jugó tres juegos como freshman en la temporada 2009-10 antes de perderse el resto de la misma por una lesión de tobillo. Como redshirt freshman, promedió 7,1 puntos por juego y anotó un 47% de 3 puntos. Williams consiguió 10,8 puntos por juego encestando el 41% de 3 puntos como redshirt sophomore. Como redshirt junior anotó 9,1 puntos por juego encestando el 42% detrás del arco. En su juego mejor convirtió 27 puntos contra Fairleigh Dickinson. Williams ayudó a los Colonials a conseguir un récord de 24-11 en la temporada 2012-13, clasificando al "NIT appearence", en qué vencieron a los Kentucky Wildcats 59-57 en la primera ronda. Al finalizar la temporada optó por transferirse a los Wake Forest Demon Deacons. En su temporada final en los Wake Forest, Williams promedió 10,2 puntos, 2.2 rebotes y 1.2 asistencias por juego.

### Universidades
| Club                      | País           | Clase        | Año         |
| ------------------------- | -------------- | ------------ | ----------- |
| Robert Morris Colonials   | Estados Unidos | Red Freshman | 2009 - 2010 |
| Robert Morris Colonials   | Estados Unidos | Freshman     | 2010 - 2011 |
| Robert Morris Colonials   | Estados Unidos | Sophomore    | 2011 - 2012 |
| Robert Morris Colonials   | Estados Unidos | Junior       | 2012 - 2013 |
| Wake Forest Demon Deacons | Estados Unidos | Senior       | 2013 - 2014 |

## Carrera profesional
En agosto del año 2014, Williams firmó su primer contrato como profesional con el Universo Treviso Basket. Disputó dos temporadas con los Maine Red Claws y brevemente se unió a los Greensboro Swarm en 2017. Después  firmó con el St. John's Edge de la Liga de Baloncesto Nacional de Canadá (NBLC). Los Edge lograron llegar a las finales de liga en su primera temporada, y fue elegido jugador  del partido tras convertir 28 puntos en el cuarto Juego contra los London Lightning. Terminó promediando 14 puntos por juego. El 18 de julio del año 2018, Williams firmó con La Unión de Formosa para disputar la Liga Nacional de Básquet.